# 濱口儀兵衛 (11代目)
11代目 濱口 儀兵衛（はまぐち ぎへえ、1903年5月1日 - 1987年2月23日）は、日本の経営者。ヤマサ醤油株式会社社長を務めた。

## 経歴
1903年（昭和36年）5月1日、和歌山県に濱口梧洞（10代目濱口儀兵衛）の長男として生まれた。出生名は濱口勉太。濱口儀兵衛家は代々濱口儀兵衛商店を経営する旧家であり、濱口梧洞の代にはヤマサ醤油株式会社が設立された。弟には版画家の浜口陽三、ヤマサ醤油会長の浜口義郎、菊正宗酒造当主の嘉納毅六などがいる。
和歌山県出身。1927年（昭和2年）に東京帝国大学経済学部を卒業。日清製粉での勤務を経て、1928年（昭和3年）10月に生家のヤマサ醤油株式会社に転じ、1931年にはアメリカ合衆国を視察した。
1943年（昭和18年）5月には社長に就任した。1983年（昭和58年）3月には相談役に退いた。
1967年（昭和42年）11月に藍綬褒章を受章し、1974年（昭和49年）4月に勲三等瑞宝章を受章した。
1987年（昭和62年）2月23日、肺炎のために死去。83歳没。